# イェンギサール駅
イェンギサール駅は、 中華人民共和国 新疆ウイグル自治区 カシュガル地区 イェンギサール県 にあり、喀和線の駅で、2011年6月20日に開業 し、ウルムチ鉄道局の管轄である。  

## 駅周辺
- イェンギサール県行政学院
- イェンギサール県環境保護局
- イェンギサール県教育局
- イェンギサール県育才中学校
- イェンギサール県実験中学校
- イェンギサール県財務局
- イェンギサール県第二小学校
- イェンギサール県公安局
- イェンギサール県北湖公園

## 歴史
- 2010年に構築された。

## 参考資料
1. ↑  中华人民共和国铁道部 (2011). “铁运电〔2011〕83号 关于喀和线开办客货运输试运营有关事项的通知”. 铁路客货运输专刊 (北京: 中国铁道出版社) (3):  37-40.
2. ↑  “喀什车务段概况”.  中国铁路总公司. 2017年7月22日閲覧。
3. ↑  英吉沙火车站介绍